# Neoscona usbonga
Neoscona usbonga là một loài nhện trong họ Araneidae.
Loài này thuộc chi Neoscona. Neoscona usbonga được Alberto Barrion & James A. Litsinger miêu tả năm 1995.